# Yackandandah
Yackandandah – miejscowość (2102 mieszkańców według spisu z 2006) w Australii w stanie Wiktoria leżące na drodze między Wodonga a Beechworth w północno-wschodniej części stanu. Yackandandah jest znane obecnie jako centrum największego w Wiktorii regionu uprawy truskawek i przez National Trust został uznany za zabytek. Na północnym wschodzie od Yackandandah w Allen’s Flat Strawberry Farm powstaje jedyne w Australii truskawkowe wino.

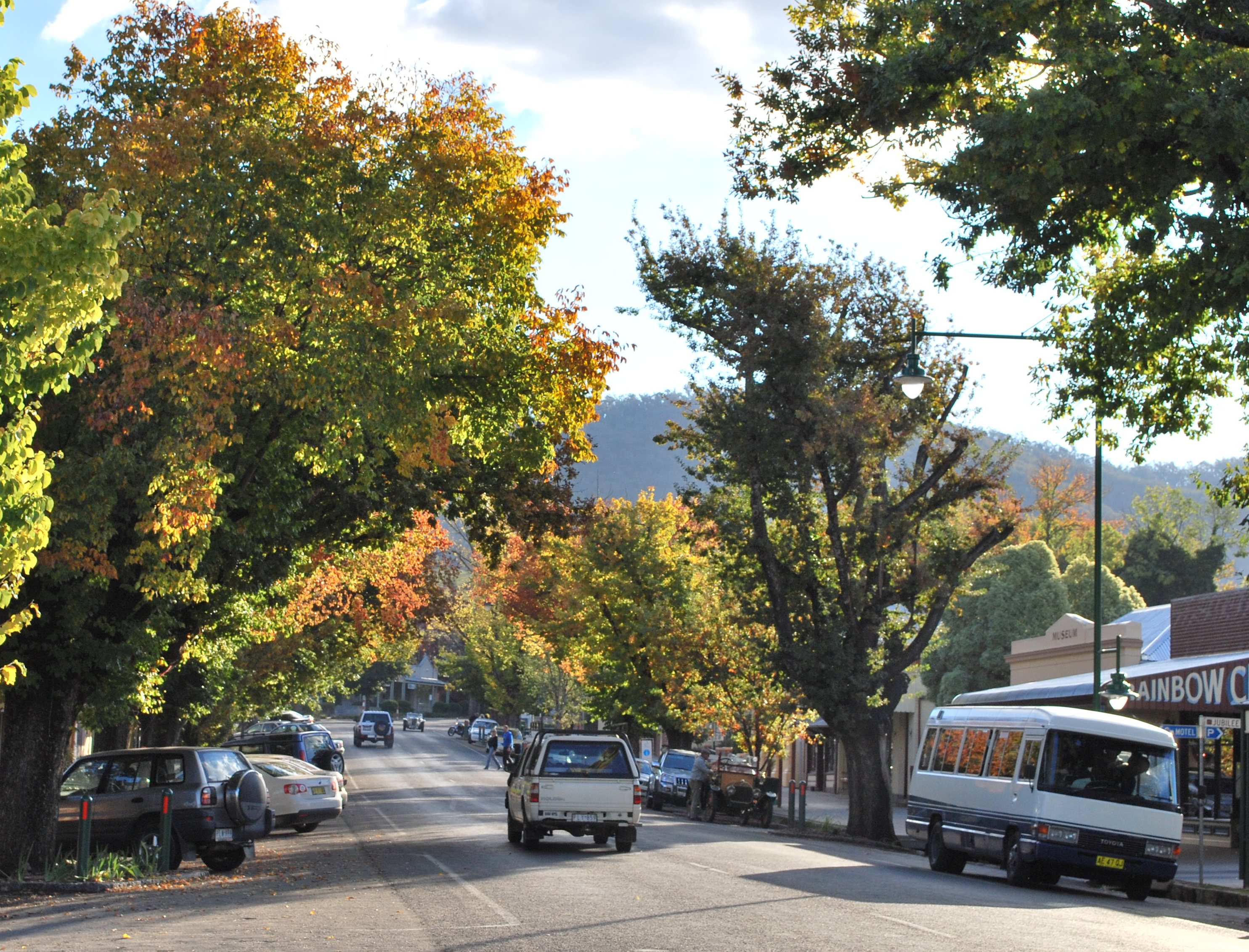
High street - główna ulica wpisana na listę Register of the National Estate - listę naturalnego i kulturowego dziedzictwa Australii

W latach 60. XIX wieku do Yackandandah przybyło dużo osadników z Kalifornii i Klondike w poszukiwaniu złota, klimat tamtych dni widać do dzisiaj w zabytkowej architekturze.